# Phallostethus
Phallostethus Regan, 1913 é um género de peixe da família Phallostethidae, que inclui apenas três espécies de peixes tropicais de água doce e de água salobra, endémicos do sueste asiático.

## Espécies
O género Phallostethus inclui as seguintes espécies: 
- Phallostethus cuulong Shibukawa, Đ. Đ. Trần & X. L. Trần, 2012[3]
- Phallostethus dunckeri Regan, 1913
- Phallostethus lehi Parenti, 1996

A partir da informação contida na base de dados taxonómico Catalogue of Life foi construído o seguinte cladograma:
| Phallostethus | \| \| Phallostethus dunckeri \| \| \| \| \| \| Phallostethus lehi \| \| \| \| \| \| Phallostethus cuulong \| \| \| \| |
|               | \| \| Phallostethus dunckeri \| \| \| \| \| \| Phallostethus lehi \| \| \| \| \| \| Phallostethus cuulong \| \| \| \| |
|               | Gulaphallus |
|               | |
|               | Neostethus |
|               | |
|               | Phenacostethus |
|               | |
|               | Phallostethus dunckeri                                                                                                |
|               | |
|               | Phallostethus lehi |
|               | |
|               | Phallostethus cuulong                                                                                                 |
|               | |

|  | Phallostethus dunckeri |
|  |                        |
|  | Phallostethus lehi     |
|  |                        |
|  | Phallostethus cuulong  |
|  |                        |